# Emulation Ritus
De Emulation Ritus of Engelse Ritus is een ritus die gebruikt wordt in de vrijmetselarij.

## Geschiedenis
Deze ritus is ontstaan in Engeland in 1813 in de schoot van de United Grand Lodge of England naar aanleiding van de hereniging van de Moderns en de Antients.    Hij bestaat uit de drie symbolische basisgraden.  Deze ritus wordt mondeling uitgevoerd en er bestaan tientallen variaties op. Richtlijnen voor het juist uitvoeren worden verstrekt door de Engelse 'Lodge of Instruction'.
De symboliek die verwerkt is in deze ritus steunt sterk de middeleeuwse vrijmetselaarsgebruiken.  De ritus wordt zeer vaak gebruikt in de Britse vrijmetselarij, de voormalige koloniale gebieden, en Europees-continentale reguliere loges, zoals de Grande Loge Nationale Française of de Reguliere Grootloge van België. In een aangepaste versie wordt deze ook toegepast binnen de gemengde orde Le Droit Humain

## Graden
In de drie symbolische basisgraden:
- 1. Leerling
- 2. Gezel
- 3. Meester

Daarnaast heeft deze ritus een apart ritueel voor de installatie van een nieuwe Voorzittend Meester.